# Alex Malinga
Alex Malinga (district Kapchorwa, 27 juli 1974) is een Oegandees langeafstandsloper, die gespecialiseerd is in de marathon.

## Loopbaan
In 2000 behaalde Malinga op de Olympische Spelen van Sydney een 57e plaats op de marathon.
Op de wereldkampioenschappen van 2005 in Helsinki verbeterde hij het Oegandees record op de marathon naar 2:12.12 en eindigde hiermee als zesde. Twee jaar later werd hij op de wereldkampioenschappen in Osaka twaalfde.
Op de Olympische Spelen van 2008 werd hij 31e op de marathon.

## Titels
- Oegandees kampioen 10.000 m - 2004
- Oegandees kampioen marathon - 1997, 1999

## Persoonlijke records
| Onderdeel      | Prestatie       | Datum            | Plaats    |
| -------------- | --------------- | ---------------- | --------- |
| 20 km          | 1:03.06         | 8 oktober 2006   | Debrecen  |
| halve marathon | 1:03.41         | 4 oktober 2003   | Vilamoura |
| marathon       | 2:12.12 (ex-NR) | 13 augustus 2005 | Helsinki  |

## Palmares

### 20 km
- 2006: 66e WK - 1:03.06

### halve marathon
- 1998: 59e WK - 1:04.33
- 2000:  halve marathon van Lugogo - 1:04.27
- 2003: 21e WK - 1:03.41
- 2004:  halve marathon van Djibouti - 1:05.05
- 2005:  halve marathon van Djibouti - 1:05.03
- 2005: DNF WK
- 2007:  halve marathon van Djibouti - 1:06.18
- 2009: 8e halve marathon van Kampala - 1:09.46
- 2009:  halve marathon van Djibouti - 1:06.17

### marathon
- 1999: marathon van Mombassa - 2:14.22
- 2000: 57e OS - 2:24.53
- 2002: 6e marathon van Chunju - 2:19.55
- 2002: 14e marathon van Venetië - 2:18.55
- 2004:  marathon van Mombasa - 2:22.01
- 2002: marathon van Venetië - 2:18.55
- 2005: 9e marathon van Mumbai - 2:16.29
- 2005: 6e WK - 2:12.12 (NR)
- 2006: 8e marathon van Mumbai - 2:16.22
- 2006: 21e marathon van Hamburg - 2:20.47
- 2006:  marathon van Nairobi - 2:13.09
- 2007: 18e marathon van Mumbai - 2:21.23
- 2007:  marathon van Luxemburg - 2:17.17
- 2007: 12e WK - 2:20.36
- 2008: 8e marathon van Hongkong - 2:20.58
- 2008: 31e OS - 2:18.26
- 2008: 11e marathon van Singapore - 2:19.31
- 2009: 19e marathon van Turijn - 2:25.59
- 2010: 27e marathon van Nairobi - 2:17.38